# Schneider Hédy
Schneider Hédy (Budapest, 1920. szeptember 21. – Maastricht, 1992. július 8.) Liszt Ferenc-díjas magyar zongoraművésznő.

## Élete
Schneider Jenő (1885–1951) nyomdász és Braun Anna hímzőnő lánya. Hatéves korától édesanyja kezdeményezésére zongoraórákat vett Bálint Margittól, aki felismerte tanítványa tehetségét.
A Zeneakadémián többek közt Weiner Leónál és Hernádi Lajosnál tanult. Fellépett az OMIKE Művészakció zenei rendezvényein.
Pályafutása az 1946. évi párizsi Marguerite Long-Jacques Thibaud nemzetközi hegedű- és zongoraversenyen elért nagydíja után bontakozott ki. Számos külföldi hangversenykörúton szerepelt. Első budapesti koncertjét 1946 decemberében adta, az 1950-es évektől pedig számos koncertet adott és rendszeresen hallható volt a Magyar Rádióban. 1954-ben a Hungaroton lemezkiadó rögzítette az általa előadott Liszt-rapszódiákat.
Szoros barátság fűzte Fischer Annie zongoraművésznőhöz. 1956-tól Hollandiában élt, és a maastrichti konzervatóriumban tanított. Férje Berkovits Tibor hegedűművész volt.

## Kitüntetései
- Liszt Ferenc-díj (1953)